# Carl Laufs
Carl Laufs (* 20. Dezember 1858 in Mainz; † 13. August 1900 in Kassel) war als Autor von Lustspielen und Schwänken erfolgreich.
Gemeinsam mit Wilhelm Jacoby war er im Mainzer Carneval-Verein tätig und vollendete 1889 die überaus erfolgreiche Posse Pension Schöller, die nach einer Idee von Jacoby entstanden war und 1890 in Berlin uraufgeführt wurde. Zum Text selbst hatte Jacoby nichts beigetragen; dennoch überließ ihm Laufs die Hälfte der laufenden Einnahmen. Carl Laufs lebte zeitweise als freier Schriftsteller in Göttingen, wo er 1887 heiratete. Seit 1892 lebte das Paar in Kassel. Seine Frau Anna Laufs war –ebenfalls Verfasserin von Lustspielen und Schwänken.
–

## Werke
- Am Hochzeitsmorgen. Lustspiel in 1 Aufzuge. Bloch, Berlin 1884.
- Leichte Streiche. Schwank in 3 Akten. Bloch, Berlin 1886.
- Was will er nur? Lustspiel in 1 Akt. Bloch, Berlin 1886.
- Der Gedankenleser. Schwank in 1 Akt. Bloch, Berlin 1887.
- Ein toller Einfall. Schwank in vier Akten. Berlin 1887.
- Mit Rudolf Kneisel: Der Pfiffikus. Lustspiel in 4 Akten. Bloch, Berlin 1887.
- Pension Schöller. Posse in drei Aufzügen nach einer Idee von Wilhelm Jacoby. Bloch, Berlin 1889.
- Im goldnen Mainz. Preisgekrönte Lokalposse in 4 Akten. Wilckens, Mainz 1890.
- Ein toller Einfall. (Schwank in 4 Aufzügen. Reclam, Leipzig 1891. (Digitalisat) 1932 als Ein toller Einfall verfilmt)
- Ein berühmter Mitbürger. Burleske mit Gesang nach dem Französischen. Gesangstexte von Wilhelm Jacoby. Bloch, Berlin 1892.
- Der Stolz der Familie. Schwank in 3 Akten. Entsch, Berlin 1893.
- Mit Wilhelm Jacoby: Der ungläubige Thomas. Schwank in 3 Akten. Entsch, Berlin 1893.
- Mit Wilhelm Jacoby: Der höchste Trumpf. Schwank in 3 Akten. Entsch, Berlin 1894.
- Mit Wilhelm Jacoby: Der große Komet Schwank in 3 Akten. Entsch, Berlin 1895.
- Die gütige Fee Schwank in 3 Akten. Entsch, Berlin 1896.
- Mit Kurt Kraatz: Die Logenbrüder. Schwank in 3 Akten. Berlin 1897.
- Mit Wilhelm Jacoby: Die Goldgrube. Schwank in 3 Acten. Berlin 1899.
- Mit Paul Hirschberger: Der schöne Arno. Lustspiel in 3 Akten. Bloch, Berlin 1900.